# Мартен де Рон
Мартен де Рон (нід. Marten de Roon, нар. 29 березня 1991, Звейндрехт) — нідерландський футболіст, півзахисник клубу «Аталанта» та національної збірної Нідерландів.

## Клубна кар'єра

### «Спарта» Роттердам
Народився 29 березня 1991 року в місті Звейндрехт. Почав займатися футболом в місцевій команді сусіднього містечка Гендрік-Ідо-Амбахт, а потім перебрався у відому академію роттердамського «Феєнорда», де провів 6 років. У 2006 році де Рон перейшов в інший клуб з Роттердама — «Спарту», де почав виступати за юнацькі команди.
27 березня 2010 року він дебютував в основному складі «Спарти», провівши всі 90 хвилин в гостьовій грі Ередівізі проти «Твенте» (0:3). За підсумками сезону «Спарта» вилетіла в другий дивізіон, проте це дало можливість півзахиснику закріпитися в складі своєї команди. Провівши в наступному сезоні 27 матчів, а в сезоні 2011/12 — 28, де Рон допоміг «Спарті» пробитися у фінал плей-оф, де вони, тим не менш, поступилися «Віллему II» і не повернулись до еліти.

### «Геренвен»
У липні 2012 року на правах вільного агента Мартен підписав контракт з «Геренвеном», ставши першим трансфером для тодішнього тренера Марко ван Бастена. Дебютував 2 серпня в домашньому матчі 3-го відбіркового раунду Ліги Європи проти бухарестського «Рапіда» і забив один з м'ячів своєї команди (4:0).
У сезоні 2013/14 ван Бастен призначив де Рона новим капітаном команди. У сезоні 2014/15, незважаючи на відхід ван Бастена, новий тренер Двайт Лодевегес також залишив капітанську пов'язку у Мартена.

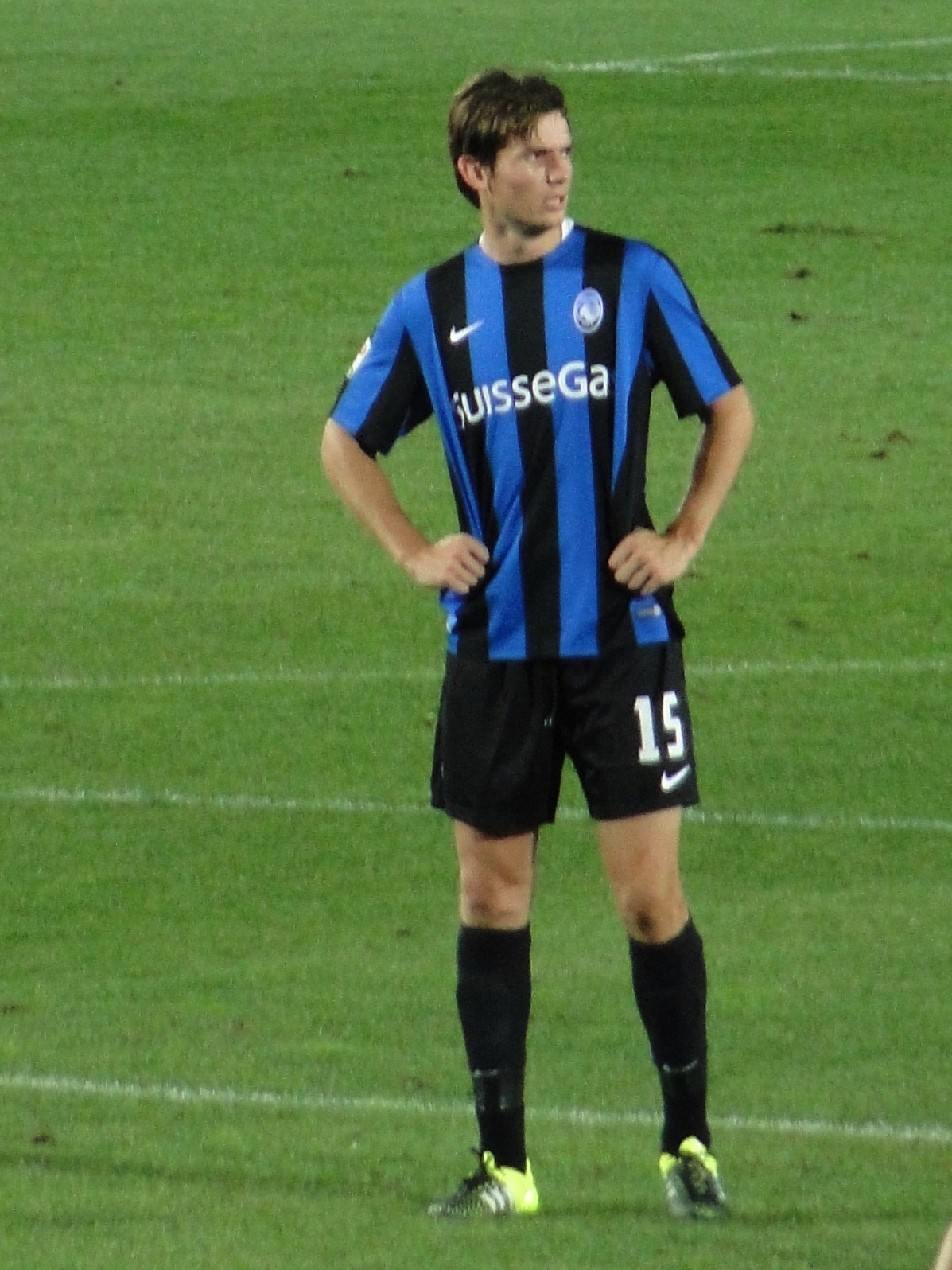
Мартен де Рон у складі «Аталанти». 2015 рік.

У лютому 2015 року півзахисник продовжив контракт із «Геренвеном» до 2017 року, тим не менш вже влітку покинув клуб.

### «Аталанта»
11 липня 2015 року де Рон перейшов у італійську «Аталанту». Сума трансферу склала близько 1,5 млн євро. Дебютував 15 серпня в матчі 3-го раунду Кубку Італії проти «Читтаделли» і на 62-й хвилині забив перший гол своєї команди (загальний рахунок 3:0). 23 серпня зіграв перший матч у Серії А проти міланського «Інтернаціонале» (0:1). Загалом за сезон він провів 37 матчів і забив 2 голи у всіх турнірах.

### «Мідлсбро»
4 липня 2016 року де Рон підписав 4-річний контракт з новачком англійської Прем'єр-Ліги «Мідлсбро». Сума переходу склала £12 млн, що стало трансферним рекордом для «Аталанти». 13 серпня Мартен дебютував у складі «річковиків» у домашньому матчі проти «Сток Сіті» (1:1), проте вже на 22-й хвилині був замінений через травму. 5 листопада забив свій перший гол за «Мідлсбро», зрівнявши рахунок на 90-й хвилині у гостьовій грі проти «Манчестер Сіті» (1:1). За підсумками сезону «Боро» вилетів з Прем'єр-Ліги і Мартен висловив бажання продовжити кар'єру в одному з топ-5 європейських чемпіонатів.

### Повернення в «Аталанту»
10 серпня 2017 року де Рон повернувся в італійську «Аталанту», уклавши контракт терміном на 5 років. Сума трансферу склав 11,7 млн фунтів стерлінгів. Станом на 19 травня 2019 року відіграв за бергамський клуб 68 матчів у національному чемпіонаті.

## Виступи за збірні
2009 року дебютував у складі юнацької збірної Нідерландів, взяв участь у 3 іграх на юнацькому рівні, відзначившись одним забитим голом.
10 листопада 2016 року вперше отримав виклик до національної збірної Нідерландів, замінивши в заявці травмованого Стейна Схарса. 13 листопада дебютував у складі «помаранчевих», вийшовши на заміну замість Барта Рамселара на 88-й хвилині у переможному матчі відбіркового турніру до чемпіонату світу 2018 року проти збірної Люксембургу (3:1).
Влітку 2019 року був включений у фінальну заявку збірної на Фінал чотирьох Ліги націй УЄФА 2019 року в Португалії.
| Дата       | Місто          | Господарі  | Результат | Гості      | Турнір                               | Голи | Примітки |
| ---------- | -------------- | ---------- | --------- | ---------- | ------------------------------------ | ---- | -------- |
| 13-11-2016 | Люксембург     | Люксембург | 1 – 3     | Нідерланди | Відбір до ЧС 2018                    | -    | 88'      |
| 31-5-2017  | Агадір (місто) | Марокко    | 1 – 2     | Нідерланди | товариський матч                     | -    | 46' 83'  |
| 26-3-2018  | Женева         | Португалія | 0 – 3     | Нідерланди | товариський матч                     | -    | 68' 72'  |
| 31-5-2018  | Трнава         | Словаччина | 1 – 1     | Нідерланди | товариський матч                     | -    | 81'      |
| 4-6-2018   | Турин          | Італія     | 1 – 1     | Нідерланди | товариський матч                     | -    | 28' 78'  |
| 13-10-2018 | Амстердам      | Нідерланди | 3 – 0     | Німеччина  | Ліга націй УЄФА 2018-2019 - 1-й етап | -    |          |
| 16-11-2018 | Роттердам      | Нідерланди | 2 – 0     | Франція    | Ліга націй УЄФА 2018-2019 - 1-й етап | -    |          |
| 19-11-2018 | Гельзенкірхен  | Німеччина  | 2 – 2     | Нідерланди | Ліга націй УЄФА 2018-2019 - 1-й етап | -    |          |
| 21-3-2019  | Роттердам      | Нідерланди | 4 – 0     | Білорусь   | Відбір до ЧЄ 2020                    | -    | 34' 46'  |
| 24-3-2019  | Амстердам      | Нідерланди | 2 – 3     | Німеччина  | Відбір до ЧЄ 2020                    | -    | 90+1'    |
| Усього     |                | Матчів     | 10        |            | Голів                                | 0    |          |

## Досягнення
- Переможець Ліги Європи УЄФА (1):

«Аталанта»: 2023–24